# Európai Radikális Szövetség
Az Európai Radikális Szövetség (angolul: Group of the European Radical Alliance (ERA), franciául: Alliance radicale européenne, németül Fraktion der Radikalen Europäischen Allianz) regionalista politikai pártokat tömörítő képviselőcsoport volt az Európai Parlamentben 1994 és 1999 között.

## Története
1989-ben a zöldek kiváltak a Szivárvány Képviselőcsoportból és létrehozták a Zöld frakciót, a regionalisták pedig maradtak a Szivárvány tagjai. Az 1994-es választás után jelentősen csökkent az Európai Szabad Szövetség regionalista pártjaiból álló Szivárvány-csoport tagjainak képviselete: mindössze a Kanári-szigeteki  Koalíció, a belga Népi Szövetség, a Skót Nemzeti Párt és az olasz Északi Liga maradt. Utóbbit az Európai Szabad Szövetség felfüggesztette, miután úgy döntött, hogy a Nemzeti Szövetség képviselőivel együtt részt vettek az első Berlusconi-kormányban. Emiatt a csökkenés miatt a regionalisták nem tudtak saját csoportot létrehozni, így a francia Baloldali Radikális Párttal és az olasz radikális Pannella Listával kiegészülve 1994. július 19-én megalakították az Európai Radikális Szövetség csoportját, amely radikális, föderalista, ökológus és baloldali irányzatot képviselt.
19 parlamenti képviselő csatlakozott hozzá, a csoport vezetője pedig a francia Catherine Lalumière volt. Az 1999-es európai parlamenti választást követően a regionalisták egyesültek a Zöld frakcióval és létrehozták a Zöldek/Európai Szabad Szövetség képviselőcsoportot, míg a radikálisok a Európai Liberális, Demokrata és Reformpárt képviselőcsoporthoz csatlakoztak.

## Tagok

### 4. Európai Parlament (1994–1999)
| Ország             | Párt                      | Képviselők száma |
| ------------------ | ------------------------- | ---------------- |
| Franciaország      | Baloldali Radikális Párt  | 13 / 87          |
| Egyesült Királyság | Skót Nemzeti Párt         | 2 / 87           |
| Olaszország        | Pannella Lista            | 2 / 87           |
| Belgium            | Népi Szövetség            | 1 / 25           |
| Spanyolország      | Kanári-szigeteki Koalíció | 1 / 64           |
| Európai Unió       | Összesen                  | 19 / 567         |